# Ибрагимова, Эльза Имамеддин кызы
Эльза Имамеддин кызы Ибраги́мова (азерб. Elza İmaməddin qızı İbrahimova, лезг. Ибрагьимрин Имамуддинан руш Элза; 10 января 1938, Аджикабул, Азербайджанская ССР — 11 февраля 2012, Баку, Азербайджан) — азербайджанский композитор, народная артистка Азербайджанской Республики (2008) и Дагестана (2008).

## Биография
Эльза Ибрагимова родилась 10 января 1938 года в городе Аджикабул Азербайджанской ССР в семье железнодорожников. По национальности лезгинка. Окончила музыкальную школу № 8 города Баку. В 1957 году окончила класс композиции музыкального техникума имени А. Зейналлы.
В 1957 году поступила в Азербайджанскую государственную консерваторию им. У. Гаджибекова, отделение композиции. Первым её учителем в консерватории был Джевдет Гаджиев. Позднее перешла в класс Кара Караева. В 1964 году окончила консерваторию.
С 1957 года являлась концертмейстером в различных музыкальных школах. После окончания консерватории 1 год работала по направлению в Дагестане. С 1970 по 1972 год являлась редактором Государственного комитета Азербайджанской ССР по телевидению и радио. С 1972 по 1983 год работала в Азербайджанском государственном институте искусств. С 1985 по 1993 год работала в музыкальном колледже им. А. Зейналлы.
Эльза Ибрагимова сочинила свою первую песню в 1968 году. Ею стала песня «Yalan ha deyil», написанная на слова Мамеда Рагима. Песня впервые прозвучала 16 апреля 1969 по радио в исполнении Шовкет Алекперовой, и стала знаменитой.
Сочинённая ею «Ey Vətən!», исполненная народным артистом СССР Рашидом Бейбутовым, принесла ему узнаваемость. Данную песню он исполнял на гастролях в различных странах мира. Песня стала визитной карточкой Азербайджана.
Продолжительное время работала с инструментальным ансамблем Дан-Улдузу.
В творчестве она сочетала национальный фольклор и эстрадную песню.
Песнями, принёсшими ей известность, также стали «Gecə bulaq başinda», «Sən bir nəğmə, mən bir nəgmə» в исполнении Флоры Керимовой, «Bilməzdim» в исполнении Ильхамы Гулиевой, «Qurban verərdim» в исполнении Акифа Исламзаде.
Эльза Ибрагимова стала одной из композиторов, внесших ритм танго в эстрадное искусство Азербайджана. Её песня «Курбан верердим» на слова Рафига Зека в советское время была отклонена художественным советом из-за того, что «буржуазное танго и его ритмы не совпадают с советским духом».
Является композитором в различных жанрах. Является автором концертов для фортепиано и скрипки, симфонических поэм, ораторий, опер. Автор музыки к ряду театральных спектаклей.
Из классической музыки ею написаны  цикл прелюдий и вариаций для фортепиано, фортепианная сонатина, скерцо для скрипки и фортепиано, одночастный квартет для двух скрипок, фортепианное трио в четырех частях, симфоническая поэма, оратория, вокально-инструментальные и камерные произведения.
В числе сочинений композитора можно отметить оперы «Афет» (на произведение Гусейна Джавида) и «Yanan laylalar» («Горящие колыбели») (автор либретто — поэт Рамиз Гейдар), многочисленные романсы, сонаты, квартеты, песни.
В 1996 году написала оперу, посвящённую 200-летию шейха Шамиля.
Автор гимна азербайджанских нефтяников.
Является автором песен на стихи Бахтияра Вагабзаде, Алиаги Кюрчайлы, Рафига Зеки. Песни Эльзы Ибрагимовой исполняли Шовкет Алекперова, Флора Керимова, Ильхама Гулиева, Акиф Исламзаде, Ислам Рзаев, Эльмира Рагимова.
Умерла 11 февраля 2012 года после продолжительной болезни. Похоронена в Баку на Второй Аллее почётного захоронения.

## Награды и звания
- Заслуженный деятель искусств Азербайджана (12 июня 1992 года) — за заслуги в развитии азербайджанского музыкального искусства[4]
- Народная артистка Азербайджана (23 июня 2008 года) — за заслуги в развитии музыкальной культуры Азербайджана[5]
- Народная артистка Дагестана (22 апреля 2008 года, Республика Дагестан, Россия) — за заслуги в области искусства и высокое исполнительское мастерство[6]
- Персональная стипендия Президента Азербайджанской Республики (2 октября 2002 года)[7]

## Память
Улицы имени Эльзы Ибрагимовой есть Махачкале и в Ахтах.